# Mama Told Me Not to Come
«Mama Told Me Not to Come», также известная как «Mama Told Me (Not to Come)», — песня американского автора-исполнителя Рэнди Ньюмана, написанная для первого сольного альбома Эрика Бёрдона в 1966 году. Кавер Three Dog Night 1970 года возглавил американский поп-чарт синглов. Версия Тома Джонса и Stereophonics также достигла 4-го места в UK Singles Chart в 2000 году.

## Оригинальные и первые записи Ньюмана
Ньюман говорит, что песня была вдохновлена его собственными беззаботными размышлениями о музыкальной сцене Лос-Анджелеса конца 1960-х годов. Как и в большинстве песен Ньюмана, он принимает образ; в этой песне рассказчик — замкнутый и необычайно чопорный молодой человек, который рассказывает о том, что, предположительно, является его первой «дикой» вечеринкой в большом городе, шокирован и потрясён курением марихуаны, распитием виски и громкой музыкой, и — в припеве песни — вспоминает, что его «мама сказала [ему] не приходить» (Mama told [him] not to come).
Первая запись песни "Mama Told Me Not to Come" была сделана группой Eric Burdon & the Animals. Запланированный релиз сингла в сентябре 1966 года был отозван, но песня в конечном итоге была включена в их альбом 1967 года Eric Is Here.
Собственная версия песни Ньюмана была выпущена в альбоме 12 Songs (1970) и характеризовалась среднетемповым фортепианным аккомпанементом Ньюмана, а также слайд-гитарной партией Рая Кудера, что придало песне ощущение ритм-энд-блюза в стиле Рэя Чарльза.

## Версия Three Dog Night
Также в 1970 году Three Dog Night выпустили более длинную версию в стиле рок-н-ролл и фанк (под названием «Mama Told Me (Not to Come)») в альбоме It Ain't Easy, в которой Кори Уэллс исполнил главную партию в почти юмористической манере вокала, Джимми Гринспун играл на электронном пианино Wurlitzer, Майкл Оллсап играл на гитаре, а Донна Саммер исполняла бэк-вокал (хотя в титрах она не указана).
Billboard оценил эту запись как песню № 11 1970 года. Сингл был сертифицирован Ассоциацией звукозаписывающей индустрии Америки как золотой 14 июля 1970 года, в тот же день, когда It Ain't Easy получил золотой статус. Она также была песней номер один в премьерном выпуске American Top 40 с Кейси Кейсемом 4 июля 1970 года.
Cashbox предположил, что эта песня может «сделать для Рэнди Ньюмана то же, что Fifth Dimension сделала для Лоры Найро», поскольку Three Dog Night — «первая песня, применившая силу к его материалу».